# Kamloops
Pour les articles homonymes, voir Kamloops (homonymie).
Kamloops (/ˈkæm.lups/) est une cité (city) canadienne de la Colombie-Britannique située à 350 km au nord-est de Vancouver dans la Vallée du Thompson. Située au confluent des deux branches de la rivière Thompson (la branche nord et la branche sud), Kamloops tire son nom du mot Secwépemc "Tk'əmlúps", qui signifie "rencontre des eaux".
Avec une population de 97 902 habitants selon le recensement de 2021, Kamloops est la douzième plus grande municipalité de la province. Son agglomération urbaine compte 114 142 habitants, ce qui la place au 36e rang des régions métropolitaines du Canada.
Kamloops abrite l'Université Thompson Rivers ainsi que l'hôpital Royal Inland et la Société des loteries de la Colombie-Britannique, qui façonnent considérablement l'économie de la ville. Kamloops est promue comme la « capitale des tournois du Canada » et accueille plus de 100 tournois sportifs chaque année dans des installations telles que le Tournament Capital Centre, le Sandman Centre et le Tournament Capital Ranch.
Plus récemment, Kamloops est devenue une destination réputée pour le vélo de montagne; abritant le plus grand parc de vélo municipal du Canada, le Kamloops Bike Ranch de 26 hectares, la ville est souvent décrite comme le berceau du vélo de montagne freeride,,.

## Situation
La cité est établie au confluent de deux branches de la rivière Thompson : la Rivière North Thompson (North Thompson River) et la Rivière South Thompson (South Thompson River). Le lac Kamloops (Kamloops Lake) se trouve à proximité à l'ouest de la cité. Kamloops est une des municipalités les plus chaudes du Canada, bénéficiant d'un ensoleillement de près de 2 100 heures annuelles et d'une pluviométrie très faible (280 mm)[réf. nécessaire].

## Étymologie
« Kamloops » est la version anglicisée du mot shuswap Tk'əmlúps, qui signifie « rencontre des eaux ». Le shuswap est toujours parlé dans la région par les membres de la bande indienne Tk'emlúps.
Une origine alternative parfois donnée pour le nom pourrait provenir de la similitude accidentelle du nom autochtone avec le français « Camp des loups »; de nombreux premiers commerçants de fourrures étaient d'origine française. Il existe des histoires populaires sur une attaque d'un camp de commerçants par une meute de loups. D'autres versions légendaires racontent un énorme loup blanc, ou une meute de loups et d'autres animaux, qui se déplaçaient par voie terrestre depuis le pays de Nicola et ont été repoussés par un seul tir de John Tod, alors chef commerçant. Cela a empêché les loups d'attaquer le fort et a valu à Tod un grand respect localement.

## Démographie
| 2001   | 2006   | 2011   | 2016   |
| ------ | ------ | ------ | ------ |
| 77 281 | 80 376 | 85 678 | 90 280 |

| 2021   | - | - | - |
| ------ | - | - | - |
| 97 902 | - | - | - |

## Histoire

### Origines et période de la traite des fourrures
Les premiers explorateurs européens sont arrivés en 1811. David Stuart, un commerçant envoyé de Fort Astoria, alors encore un poste de la Pacific Fur Company, a passé un hiver avec le peuple Secwépemc. En mai de l'année suivante, le commerçant Alexander Ross a établi un poste, qui était connu sous le nom de "Fort Cumcloups".
La North West Company rivale a établi Fort Shuswap à proximité la même année. Les deux entreprises ont fusionné en 1813 lorsque la North West Company a racheté les opérations de la Pacific Fur Company. En 1821, la Compagnie de la Baie d'Hudson a fusionné avec la North West Company, et le poste est devenu communément connu sous le nom de Thompson's River Post, ou Fort Thompson. Plus tard, il était connu sous le nom de Fort Kamloops.
Peu après la fondation des forts, Kwa'lila, chef du principal village local des Secwépemc, a déplacé son peuple plus près du poste de traite, afin qu'ils puissent contrôler l'accès et gagner en prestige et en sécurité. Après la mort de Kwa'lila, son neveu et fils adoptif Nicola est devenu chef. Il a ensuite dirigé une alliance des peuples Syilx (Okanagan) et Nlaka'pamux dans le pays du plateau au sud autour des lacs Stump, Nicola et Douglas,.

### Épidémie de variole et développement colonial
L'épidémie de variole du Pacifique Nord-Ouest de 1862 a balayé la région de Kamloops pendant l'été de cette année-là, décimant les Secwepemc, les Nlaka'pamux et d'autres peuples autochtones. Ils n'avaient aucune immunité acquise. L'épidémie avait commencé à Victoria et s'était rapidement propagée dans toute la Colombie-Britannique, en particulier parmi les Premières Nations. En juin 1862, les autochtones se sont rendus à Fort Kamloops à la recherche du vaccin contre la variole. William Manson, commis en chef du fort, a vacciné de nombreuses personnes, mais les décès ont été extrêmement élevés. À la fin septembre, il a signalé que "la variole fait encore rage parmi les Indiens".
En octobre, un journal de Victoria a rapporté un témoignage oculaire de Fort Kamloops, disant:
Les Indiens ont été presque exterminés à [Kamloops]: seuls seize ont échappé sur un grand établissement. Leurs corps jonchent le sol dans toutes les directions.
Environ deux tiers des Secwepemc sont morts pendant l'épidémie. Dans la foulée, les colons ont pris le contrôle des terres traditionnelles des Secwepemc et de nombreux autres groupes autochtones dans toute la Colombie-Britannique,,.
La ruée vers l'or des années 1860 et la construction du chemin de fer Canadien Pacifique, qui a atteint Kamloops depuis l'ouest en 1885, ont apporté une croissance supplémentaire. La ville de Kamloops a été incorporée en 1893 avec une population d'environ 500 habitants, principalement concentrés dans le West End.

### Période moderne
En 1908, en raison de la pandémie de tuberculose, un sanatorium a été ouvert à l'ouest de la ville sous le nom de King Edward Memorial Sanatorium. Le sanatorium a ensuite été acquis par le gouvernement provincial en 1921, rebaptisé Tranquille Sanatorium, et a fermé ses portes en 1958. L'institution Tranquille a rouvert en 1959 pour traiter les personnes ayant des problèmes mentaux et a fermé définitivement en 1983.
En 1967, Kamloops a fusionné avec la ville de North Kamloops.
En 1973, Kamloops a fusionné avec les districts de Brocklehurst, Dufferin, la ville de Valleyview, la bande indienne de Kamloops, et les communautés de Dallas, Campbell Creek, Barnhart Vale, Heffley Creek, Rayleigh, Westsyde et Knutsford. En 1976, la bande indienne de Kamloops s'est séparée de la ville de Kamloops.

### Le pensionnat indien de Kamloops
En mai 2021, des recherches au géoradar ont révélé ce qui semble être des tombes contenant les restes de 215 enfants sur le site de l'ancien pensionnat indien de Kamloops, qui faisait partie du système canadien des pensionnats indiens,. L'histoire a été rapportée dans le monde entier, et cinq églises catholiques dans l'ouest du Canada ont été incendiées dans les semaines qui ont suivi, car l'école était gérée par un ordre catholique. Cependant, cette histoire ne peut pas être complètement confirmée tant que des corps ne sont pas exhumés,.

## Climat
| Mois                                  | jan.       | fév.       | mars       | avril      | mai       | juin      | jui.      | août      | sep.      | oct.       | nov.      | déc.       | année              |
| ------------------------------------- | ---------- | ---------- | ---------- | ---------- | --------- | --------- | --------- | --------- | --------- | ---------- | --------- | ---------- | ------------------ |
| Température minimale moyenne (°C)     | −5,9       | −4         | −0,6       | 3,2        | 7,7       | 11,6      | 14,2      | 13,4      | 8,8       | 3,3        | −1,4      | −5,8       | 3,7                |
| Température moyenne (°C)              | −2,8       | 0,1        | 5,2        | 9,9        | 14,6      | 18,4      | 21,5      | 20,9      | 15,6      | 8,5        | 2,1       | −2,7       | 9,3                |
| Température maximale moyenne (°C)     | 0,4        | 4,3        | 11         | 16,6       | 21,5      | 25,1      | 28,9      | 28,3      | 22,3      | 13,7       | 5,6       | 0,3        | 14,8               |
| Record de froid (°C) date du record   | −38,3 1950 | −32,8 1893 | −26,1 1955 | −10,6 1920 | −5,6 1954 | 0,6 1943  | 3,3 1952  | 0,6 1989  | −3,9 1972 | −17,1 1984 | −30 1896  | −36,1 1968 | −38,3 16~18/1/1950 |
| Record de chaleur (°C) date du record | 16,1 1944  | 17,8 1896  | 23,3 2004  | 33,3 1910  | 37,8 1897 | 47,3 2021 | 41,7 1939 | 40,8 2018 | 35 1950   | 31,3 1980  | 22,8 1975 | 16,1 1958  | 47,3 29/6/2021     |
| Ensoleillement (h)                    | 55,2       | 95,6       | 165,3      | 202,8      | 251,6     | 252       | 303,4     | 289,5     | 223,3     | 130,9      | 63,7      | 46,6       | 2 079,8            |
| Précipitations (mm)                   | 21,1       | 12,4       | 12,8       | 14,2       | 27,3      | 37,4      | 31,4      | 23,7      | 29,4      | 19,4       | 23,3      | 25,4       | 277,6              |
| dont neige (cm)                       | 18,7       | 8          | 3,5        | 0,2        | 0         | 0         | 0         | 0         | 0         | 0,3        | 10,9      | 21,9       | 63,5               |
| Nombre de jours avec précipitations   | 9,7        | 7,2        | 6,8        | 6,2        | 10,2      | 10,7      | 8,4       | 8         | 7,6       | 9          | 10        | 11,7       | 105,6              |
| Humidité relative (%)                 | 72,6       | 60         | 43         | 35,6       | 36,2      | 36,4      | 33,5      | 34,4      | 41,4      | 52,9       | 65,9      | 70,9       | 48,6               |
| Nombre de jours avec neige            | 7,6        | 4,1        | 1,9        | 0,3        | 0         | 0         | 0         | 0         | 0         | 0,3        | 3,9       | 9,3        | 27,4               |

| Diagramme climatique                                  |           |            |             |             |              |              |              |             |             |             |             |
| J                                                     | F         | M          | A           | M           | J            | J            | A            | S           | O           | N           | D           |
| 0,4−5,921,1                                           | 4,3−412,4 | 11−0,612,8 | 16,63,214,2 | 21,57,727,3 | 25,111,637,4 | 28,914,231,4 | 28,313,423,7 | 22,38,829,4 | 13,73,319,4 | 5,6−1,423,3 | 0,3−5,825,4 |
| Moyennes : • Temp. maxi et mini °C • Précipitation mm |           |            |             |             |              |              |              |             |             |             |             |

## Économie
- Mine d'Afton-Ajax

## Jumelages
- Uji (Japon)

## Personnalités
- Kanao Inouye, collaborateur canado-japonais durant la Seconde Guerre mondiale, pendu à Hong Kong en 1947.
- Mark Recchi, joueur de hockey retraité
- Tania Willard, artiste, designer et commissaire autochtone de la Nation Secwepemc
- Robert William Service : poète et écrivain connu pour ses poèmes sur la Ruée vers l'or du Klondike[37].